# 我能吞下玻璃而不伤身体

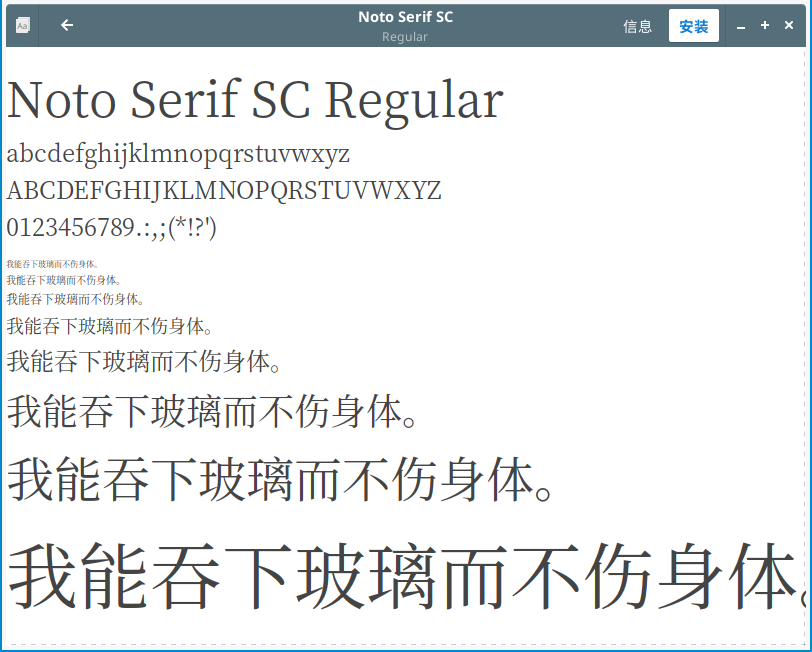
GNOME字体查看器中的示例文字「我能吞下玻璃而不伤身体」

我能吞下玻璃而不伤身体（英語：I Can Eat Glass）是由Ethan Mollick在早期互联网上发起的语言学项目。该项目的目的是收集不同语言中「I can eat glass, it does not hurt me」这句话的翻译。该项目的原始网页于2004年消失。
Mollick解释道，旅行者到达外国时，会有一种「不可抑制的冲动」想要用当地语言说些什么，但无论说什么都会让当地人认为他只是个游客。但是，如果旅行者能用地道的当地语言说一句类似「我能吞下玻璃而不伤身体」这样不同寻常的话，则能让旅行者「获得当地人的尊重」。
该项目在志愿者的贡献下增长到超过150种语言，包括不少人造或虚构语言，以及多种计算机语言。它最终变成了一个。

## 在计算机科学领域的使用
- 「我能吞下玻璃而不伤身体」是GNOME字体查看器展示中文字体时的示例文字。
- 哥伦比亚大学的UTF-8项目中使用了「我能吞下玻璃而不伤身体」作为示例。